# 余本 (画家)
余本（1905年—1995年），原名余建平（一作余建本），字道庆，男，广东台山人，中国油画艺术家，曾任中国美术家协会理事、顾问。